# Von Zwanzig bis Dreißig

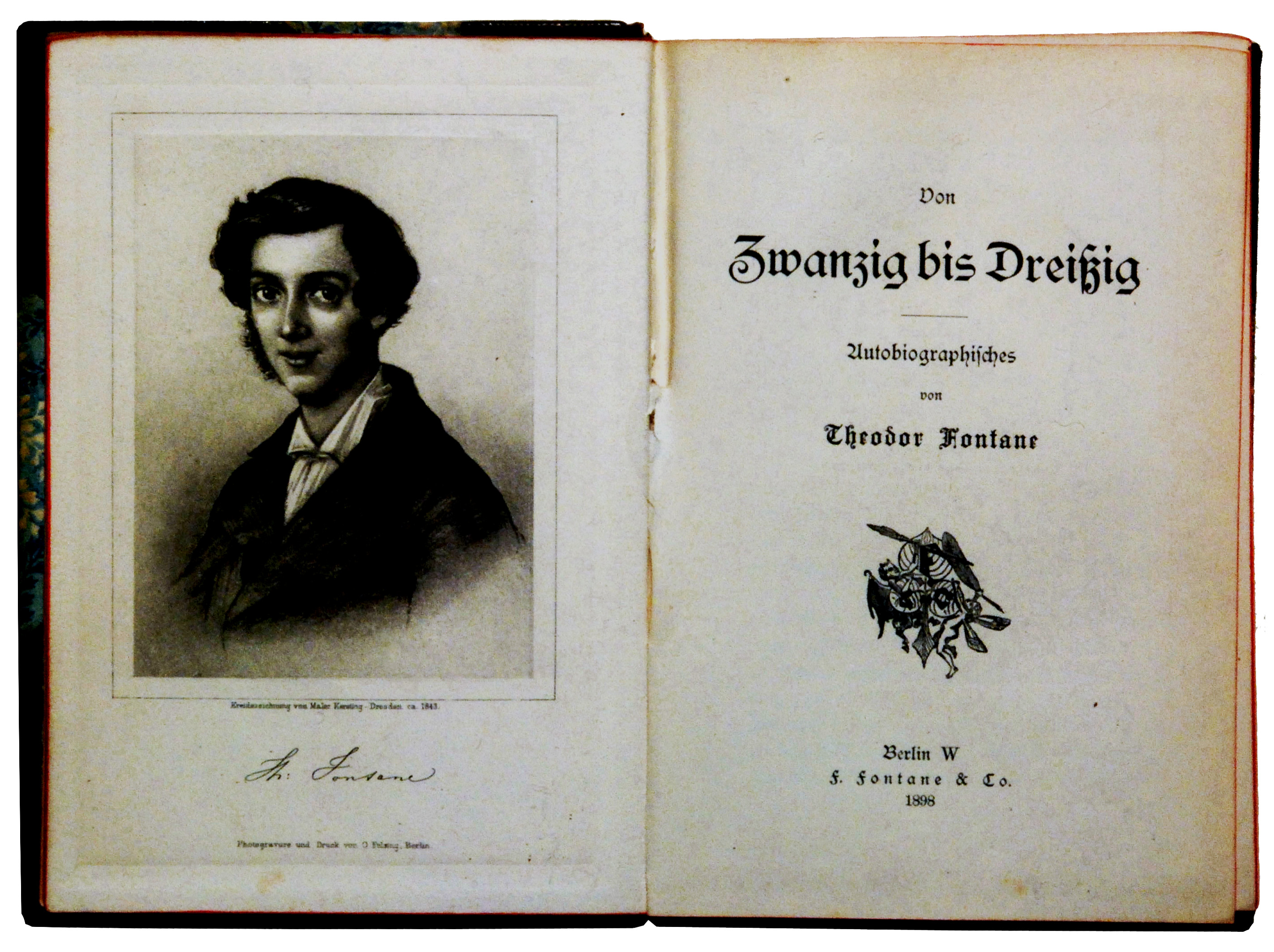
Erstausgabe mit Porträt Fontanes

Von Zwanzig bis Dreißig ist der Titel von Theodor Fontanes zweiter autobiographischer Schrift, die 1898 – in seinem letzten Lebensjahr – herauskam. Sie greift weit über das von ihm im Titel bezeichnete Lebensjahrzehnt hinaus. Mehrfach schließt er an seine Jugenderinnerungen Meine Kinderjahre an, deren Darstellung bis zum 12. Lebensjahr reichte, und er greift auch, ganz wie es das Bedürfnis der Schilderung seines Verhältnisses zu einer Person erfordert, bis tief in sein achtes Lebensjahrzehnt hinein. Formal schließt der Band jedoch mit seiner Hochzeit im Jahre 1850.
Dieses aus recht unterschiedlich ausgearbeiteten autobiographischen und biographischen Studien zusammengesetzte Werk hat deutliche Bezüge zu Effi Briest und zum Stechlin. Vielleicht besonders auffallend sind die Ähnlichkeiten der Spukgeschichten Theodor Storms in Von Zwanzig bis Dreißig und Innstettens, auf die bereits Hans-Heinrich Reuter hinwies. Auffallend sind sie insbesondere, da die Charaktere sich so sehr unterscheiden. Das Storm-Kapitel in seiner Verbindung von Bekenntnis zum Dichter und offener Kritik an der Person ist vielleicht das eindrucksvollste Beispiel der Ehrlichkeit, die Fontane sich gestattete und abverlangte.
Das Revolutionskapitel lässt die Haltung des alten Fontane zu seiner halbrevolutionären Sturm-und-Drang-Zeit recht deutlich erkennen.

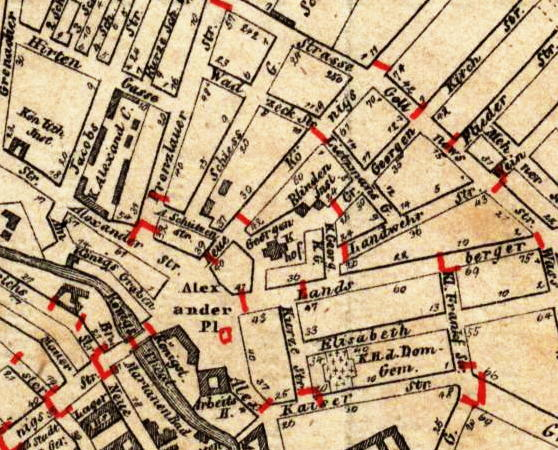
Alexanderplatz mit Barrikaden am 18. und 19. März 1848 (wie beschrieben im Kapitel „Der Achtzehnte März“)

## Abschnitte

### Vorwort
1. Kapitel: Berlin 1840 – In der Wilhelm Roseschen Apotheke (Spandauer Straße)
2. Kapitel: Literarische Vereine – Der Lenau-Verein: Fritz Esselbach, Hermann Maron, Julius Faucher
3. Kapitel: Der Platen-Verein: Egbert Hanisch

### „Mein Leipzig lob’ ich mir“
1. Kapitel: Winter 1840 auf 1841. Drei Monate in Burg – Krank bei Fritz Esselbach. Ankunft in Leipzig.
2. Kapitel: Der andere Morgen. Die Kollegenschaft und die Familie Neubert. Frühmorgens bei Kintschy. Die Doktorbörse. Dr. Adler und meine Freundschaft mit ihm. Herbsttage auf dem Leipziger Schlachtfeld
3. Kapitel: Literarische Beziehungen. »Shakespeares Strumpf«. Im Rob. Binderschen Hause. Hermann Schauenburg und Hermann Kriege. Dr. Georg Günther
4. Kapitel: Der Herwegh-Klub. Wilhelm Wolfsohn. Max Müller
5. Kapitel: Krank. Aus der Hainstraße in die Poststraße. Mein Onkel August
6. Kapitel: Mein Onkel August (Fortsetzung). Übersiedlung nach Dresden. Rückkehr von Dresden nach Leipzig
7. Kapitel: Wie das so geht. Rekonvaleszenz und vergnügte Tage. Dreivierteljahr in Dresden (bei Struve). Rückkehr nach Leipzig. Allerlei Pläne. Militärjahr in Sicht

### Bei „Kaiser Franz“
1. Kapitel: Eintritt ins Regiment. Auf Königswache. Urlaub nach England
2. Kapitel: Reise nach England. Unterwegs. Der rote Doppel-Louisdor. Ankunft. Verlegenheiten, Windsor. Hampton-Court. In der Kapelle von Eduard dem Bekenner. In den Dockskellern
3. Kapitel: Wieder in Berlin. Letztes halbes Jahr bei »Franz«. Auf Pulvermühlwache

### Der Tunnel über der Spree
Der Tunnel über der Spree – Aus dem Berliner literarischen Leben der vierziger und fünfziger Jahre
1. Kapitel: Der Tunnel, seine Mitglieder und seine Einrichtungen
2. Kapitel: Mein Eintritt in den Tunnel. Graf Moritz Strachwitz
3. Kapitel: Franz Kugler. Paul Heyse. Friedrich Eggers. Richard Lucae. Wollheim da Fonseca
4. Kapitel: Theodor Storm
5. Kapitel: Leo Goldammer. Heinrich Smidt. Hugo von Blomberg. Schulrat Methfessel
6. Kapitel: Louis Schneider
7. Kapitel: George Hesekiel
8. Kapitel: Bernhard von Lepel
9. Kapitel: Wilhelm von Merckel

### Fritz, Fritz, die Brücke kommt
1. Kapitel: Verlobung. Der alte Rouanet
2. Kapitel: »Rat Kummer«. Des alten Rouanet Enkelin
3. Kapitel: Bei Professor Sonnenschein. Onkel August wieder in Berlin; seine letzten Jahre, sein Ausgang. Examen. In die Jungsche Apotheke

### Der Achtzehnte März
1. Kapitel: Der achtzehnte März
2. Kapitel: Der andere Morgen (neunzehnter März). Die »Proklamation«. »Alles bewilligt«. Betrachtungen über Straßenkämpfe. Leopold von Gerlachs Buch
3. Kapitel: Der einundzwanzigste März
4. Kapitel: Auf dem Wollboden. Erstes und letztes Auftreten als Politiker
5. Kapitel: Nachspiel. Berlin im Mai und Juni 48

### In Bethanien
1. Kapitel: Bethanien und seine Leute
2. Kapitel: Zwei Diakonissinnen
3. Kapitel: Wie mir die bethanischen Tage vergingen

### Im Hafen
1. Kapitel: Mein erstes Jahr als Schriftsteller
2. Kapitel: Hochzeit

## Edition
- Erste Buchausgabe: Theodor Fontane. Von Zwanzig bis Dreißig. Autobiographisches. F. Fontane & Co., Berlin 1898, 679 S.

Der Text ist in zahlreichen Ausgaben veröffentlicht worden. Eine kritische und kommentierte Neuausgabe, die den Text erstmals wieder in seiner historischen Gestalt präsentiert, ist im Rahmen der Großen Brandenburger Ausgabe von Wolfgang Rasch an der Göttinger Theodor Fontane-Arbeitsstelle erarbeitet worden.